# Denis de Rougemont

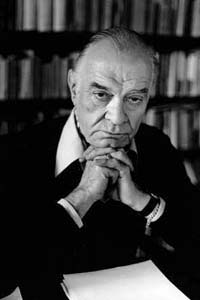
Denis de Rougemont

Denis de Rougemont (Couvet (Neuchâtel), 8 september 1906 – Genève, 6 december 1985) was een Zwitsers denker die een rol speelde in de Europese eenwording en een eigen visie op het federalisme ontwikkelde. Tussen 1933 en 1951 was hij gehuwd met Simone Vion. Hij had twee kinderen.

## Loopbaan
Tussen 1925 en 1927 studeerde hij letteren aan de Universiteit van Neuchâtel, waar hij in 1930 afstudeerde. Hij vervolgde in de tussentijd zijn studie in onder meer Wenen (waar hij kennismaakte met Coudenhove-Kalergi) en Genève. In 1930 vertrok hij naar Parijs. Hij werkte voor Je Sers, een uitgavenserie van auteurs als  Karl Barth, Nikolaj Berdjajev en Ortega y Gasset. In hetzelfde jaar maakte hij kennis met de beweging rond het blad Esprit van Emmanuel Mounier. Rond dit blad verzamelden zich personalisten, waartoe ook Rougemont zelf gerekend mag worden. Hier richtte hij de groep rond het blad Ordre Nouveau mee op, waarvan hij met Alexandre Marc, Arnaud Dandieu en Robert Aron het boegbeeld zou worden. Als non-conformisten van de jaren dertig wezen zij Adolf Hitler en Jozef Stalin af en zochten zij eveneens naar een weg die het moderne individualisme en nationalisme achter zich liet. Na een korte werkloosheid (1932-1934), waarin hij Le Journal d'un intellectuel en chômage (gepubliceerd in 1937) schreef, begon hij in 1934 als hij docent aan de universiteit van Frankfurt (tot 1936).
In 1940 werd Rougemont gemobiliseerd door het Zwitserse leger en richtte hij de Gothard Liga op, een groep die het verzet tegen Hitler wilde stimuleren. Deze activiteiten brachten hem in conflict met de officiële neutraliteitspolitiek van Zwitserland en hij werd daarom bewogen naar de VS te gaan wegens 'studie'. Daar maakt hij kennis met onder meer Saint-Exupéry, André Breton, W.H. Auden en Max Ernst en publiceerde er zijn La part du diable (1942, waarin hij het totalitarisme en materialisme van de moderne samenleving kritiseerde. Na de oorlog schreef hij dan zijn Lettres sur la bombe atomique (1946) waarin hij de atoombommen op Hiroshima en Nagasaki niet alleen veroordeelde, maar ook stelde dat de nucleaire wapentechnologie het voorbijstreven van de soevereine natie-staat zou noodzaken. 
In 1946 schreef hij zijn eerste gedachten over een verenigd Europa en in 1947 keerde hij definitief terug naar Europa. Op 26 augustus 1947 hield hij het openingscongres van de Europese Unie van Federalisten zijn Rede aan Europa. Sinds de jaren zestig concentreerde Rougemont zich vooral op twee thema's:  
- Het Europa van de regio's, waar hij zijn federalisme met regionalisme (met name de grensoverschrijdende, historische et cetera) verbindt;
- De strijd tegen de vernietiging van het milieu door middel van het bepleiten van een overheid op menselijke schaal, dat wil zeggen een volgens Rougemont, regionale, kleinschalige overheid, die het begrip persoonlijke verantwoordelijkheid weer invulling kan geven.

## Idee
Rougemont ontwikkelde een personalistisch model, waarin het individu en de burger niet tegenover elkaar staan (als Homme en Citoyen), maar juist de individuele vrijheid van de individuele mens met de verantwoordelijkheid van de burger samenbrengt. Typerend voor Denis de Rougemonts denken is het principe van het federalisme. Hij verwacht concreet handelen van elke persoon en ziet dit handelen verbonden met het streven naar een federale maatschappelijke orde, terwijl dat handelen volgens hem ook het best binnen die orde tot uiting kan komen. In Rougemonts visie wordt de nationale staat als organisatiemodel van de samenleving dan ook afgewezen. Later verbond hij zijn federalistische denkwijze met de strijd tegen milieubederf en voor een versterkt regionalisme.
Denis de Rougemont staat in relatie tot Emmanuel Mounier, maar is eerder actiegericht en duidelijker wat de maatschappelijke structuur (federalisme) betreft. Hij heeft in zijn federalismeanalyse raakvlakken met Altiero Spinelli.
In 1950 stichtte hij te Genève het Centre européen de la Culture dat zijn federalistische opvattingen verkondigde.

## Eerbetoon
- Het academisch jaar 1989-1990 van het Europacollege kreeg Denis de Rougemont als patroon.
- De stad Genève heeft een Rue Denis-de-Rougemont.
- In Neuchâtel draagt een lyceum zijn naam.

## Publicaties
- Les Méfaits de l'Instruction publique (1929)
- Le Paysan du Danube (1932)
- Politique de la Personne (1934)
- Penser avec les Mains (1936)
- Journal d'un Intellectuel en chômage (1937)
- Journal d'Allemagne (1938)
- L'Amour et l'Occident (1939, definitieve uitgave 1972)
- Nicolas de Flue (1939)
- Mission ou Démission de la Suisse (1940)
- Qu'est-ce que la Ligue du Gothard?  (1940)
- La Part du Diable (1942/1944)
- Journal des deux Mondes (1946)
- Personnes du Drame (1947)
- Vivre en Amérique (1947)
- L'Europe en jeu (1948)
- Lettres aux députés européens (1950)
- L'Aventure occidentale de l'Homme (1957)
- Vingt-huit siècles d'Europe (1961)
- The Christian Opportunity (1963)
- Fédéralisme culturel (1965)
- La Suisse ou l'Histoire d'un Peuple heureux (1965)
- Les Mythes de l'Amour (1972)
- L'Avenir est notre Affaire (1977)

Zijn verzamelde werken over Europa: Ecrits sur l'Europe,  Parijs, La Différence, 1994, 2 delen